# Le Roi des vagabonds
Pour plus de détails, voir Fiche technique et Distribution.
Le Roi des vagabonds (The Vagabond King) est un film américain réalisé par Michael Curtiz, sorti en 1956.

## Synopsis
Au XVe siècle dans le royaume de France, le roi Louis XI est assiégé à Paris par le duc de Bourgogne Charles le Téméraire et ses alliés. Au sein de la cité, le règne de Louis commence à être de plus en plus contesté et un poète mendiant aussi irrévérencieux que persuasif, François Villon réussit à maintenir la loyauté des roturiers. Louis se rend alors déguisé dans une taverne pour voir quel genre d'homme est ce poète. Villon lui révèle qu'il n'aime pas le roi et par la suite, Louis voit Thibault, son grand prévôt, rencontrer à cet endroit même René, un agent du duc de Bourgogne. Ils s'échangent une liste de ceux qui dans la ville sont prêts à renverser le roi. Cependant, Villon, qui en veut à Thibault, engage son ennemi dans un combat à l'épée, au cours duquel le document incriminé tombe par terre et est ramassé par Louis. Le duel est arrêté par la garde de la ville. Louis se révèle à tous et fait jeter Villon et ses compagnons au cachot. Thibault, cependant, s'en tire.
Plus tard, Villon est amené au roi dans son jardin où les arbres portent les corps de traîtres pendus. Louis propose de le laisser vivre, en tant que nouveau grand prévôt, jusqu'à ce que le duc de Bourgogne soit chassé. Lorsque Villon le refuse, le roi adoucit son offre en incluant du temps avec Catherine de Vaucelles, une belle femme noble dont Villon est tombé amoureux en plus de sauver la vie de ses amis. Le poète accepte et est présenté à Catherine comme le Comte François de Montcorbier de Savoie. La rumeur lui parvient par sa femme de chambre, Margaret, qu'elle doit épouser le comte. Elle est d'abord perplexe, puis devient furieuse lorsqu'elle réalise qui est vraiment son fiancé. Quand elle réprimande Villon pour lui avoir fait une horrible blague, il ne parvient pas la convaincre que son amour est sincère, alors qu'elle ne peut pas le persuader que le roi est un grand homme.
Plus tard, le commandant militaire du roi, Antoine de Chabannes, conduit Villon au cachot, où il prétend que le chef des traîtres secrets est détenu. Le renégat s'avère être Chabannes lui-même. Villon est capturé, puis sauvé lorsque Louis est averti à temps par Huguette, qui aime Villon. Huguette les prévient également que Jehan, un agent bourguignon, soulève la populace contre le pouvoir au nom de Villon. Villon utilise le stratagème du duc de Bourgogne contre lui. Lorsque des traîtres ouvrent les portes de la ville à l'armée ennemie, ils entrent, seulement pour que les portes se ferment derrière eux, les piégeant à l'intérieur pour être submergés par les roturiers sous la direction de Villon. Dans les combats qui s'ensuivent, Huguette est tuée lorsqu'elle saute devant Villon pour le sauver d'une flèche d'archer. Villon tue à la fois le duc de Bourgogne et Thibault.
Par la suite, Villon se rend volontiers à la potence pour être pendu afin de remplir le marché qu'il a conclu. Lorsque la foule s'indigne, Louis propose d'épargner Villon si quelqu'un prend sa place. Au dernier moment, Catherine s'offre. Puis Louis cite une loi qui épargne tout homme qui épouse une femme noble. Il libère Villon mais confisque la richesse de Catherine pour payer les frais de la guerre.

## Fiche technique
- Titre original : The Vagabond King
- Titre français : Le Roi des vagabonds
- Réalisation : Michael Curtiz
- Scénario : Ken Englund et Noel Langley
- Photographie : Robert Burks
- Musique : Victor Young
- Société de production : Paramount Pictures
- Pays de production :  États-Unis
- Format : Couleurs - 1,85:1 - Mono
- Genre : musical
- Date de sortie : 1956

## Distribution
- Kathryn Grayson (VF : Nelly Benedetti)  : Catherine de Vaucelles
- Oreste Kirkop  (VF : Michel Gudin) : François Villon
- Rita Moreno (VF : Estelle Gerard) : Huguette
- Cedric Hardwicke  (VF : Richard Francoeur) : Louis Tristan L'Hermite
- Walter Hampden (VF : Abel Jacquin) : Louis XI
- Tom Duggan : Charles le Téméraire
- Leslie Nielsen (VF : Michel André) : Thibault d'Aussigny
- William Prince (VF : Roger Rudel) : René de Montigny
- Jack Lord : Ferrebouc
- Gavin Gordon : Majordome

Et, parmi les acteurs non crédités :
- Clancy Cooper : Geôlier
- Phyllis Newman : Lulu
- Larry Pennell : Soldat
- Vincent Price : Narrateur (voix)
- Robert J. Wilke : Officier de service